# Quel treno da Vienna
Quel treno da Vienna è un romanzo di Corrado Augias del 1981, vincitore del Premio Nazionale Rhegium Julii 1982 - sezione narrativa.

## Trama
Roma, 1911. L'ex commissario Giovanni Sperelli è informato del ritrovamento di un cadavere di donna da parte della Polizia. La donna in questione è Amelia Battiferri, presunta amante di un famoso pittore romano. In realtà il suo amante è il Marchese Galignani, alto funzionario del Ministero degli Esteri, contattato dagli Austriaci per confermare la presenza dell'Italia nell'alleanza con la Triplice intesa. Anche i Turchi vogliono assoldare il Galignani come spia e gli offrono un notevole quantitativo di denaro, oltre a forzargli la mano, assassinandone l'amante. Tra molte difficoltà e molte reticenze, Sperelli e Marchisio (maresciallo di Polizia) si muovono all'interno della società degli alti funzionari dello Stato, scoprendo un mondo dedito a intrighi e traffici che preludono alla guerra di Libia.

## Edizioni
- Corrado Augias, Quel treno da Vienna, Rizzoli, 1981.